# Fédération internationale des sociétés d'aviron
Pour les articles homonymes, voir FISA.
La Fédération internationale des sociétés d'aviron (FISA), aujourd'hui appelée World Rowing est une organisation internationale qui régit les compétitions d'aviron. Son président est le Français Jean-Christophe Rolland, qui a succédé en juillet 2014 au Suisse Denis Oswald.

## Histoire
La FISA a été créée à Turin par des rameurs de France, Suisse, Belgique et d'Italie, ainsi que par des rameurs de l'Adriatique, le 25 juin 1892 en réponse à la popularité grandissante des régates d'aviron, afin d'uniformiser et réglementer les distances de course, les compositions de bateaux, les catégories (poids, âge)...
À cette époque, des paris étaient souvent pris sur les résultats des courses. Les rameurs et entraîneurs prenaient fréquemment part à ces paris, ce qui pouvait conduire à une certaine corruption.
La première régate de la FISA, dans laquelle tous les participants étaient amateurs, s'est déroulée à Orta San Giulio en Italie. 10 bateaux y ont été engagés dans trois courses.
Le siège de la FISA a été établi à Lausanne, en Suisse, à partir de 1922.
La FISA est l'organisation sportive internationale la plus ancienne à participer aux Jeux olympiques.

## Fédération membres
En 2018, la fédération regroupe 153 nations .
| Afrique | Amériques | Asie | Europe | Océanie                                                                              |
| --- | --- | --- | --- | ------------------------------------------------------------------------------------ |
| - Algérie - Angola - Bénin - Botswana - Burkina Faso - Côte d'Ivoire - Cameroun - Cap-Vert - Djibouti - Égypte - Ghana - Guinée - Kenya - Libye - Madagascar - Malawi - Mali - Maurice - Maroc - Mozambique - Namibie - Niger - Nigeria - Sénégal - Somalie - Afrique du Sud - Soudan - Eswatini - Togo - Tunisie - Ouganda - Zambie - Zimbabwe | - Argentine - Bahamas - Barbade - Bermudes - Bolivie - Brésil - Canada - Îles Caïmans - Chili - Colombie - Costa Rica - Cuba - République dominicaine - Équateur - Salvador - Guatemala - Haïti - Honduras - Jamaïque - Mexique - Nicaragua - Panama - Paraguay - Pérou - Porto Rico - Saint-Vincent-et-les-Grenadines - Trinité-et-Tobago - États-Unis - Uruguay - Venezuela | - Afghanistan - Azerbaïdjan - Bahreïn - Bangladesh - Cambodge - Chine - Chinese Taipei - Corée du Sud - Corée du Nord - Hong Kong - Inde - Indonésie - Irak - Irlande - Iran - Japon - Jordanie - Kazakhstan - Koweït - Kirghizistan - Liban - Malaisie - Maldives - Mongolie - Birmanie - Népal - Pakistan - Palestine - Philippines - Qatar - Arabie saoudite - Singapour - Sri Lanka - Syrie - Thaïlande - Turquie - Turkménistan - Émirats arabes unis - Ouzbékistan - Viêt Nam | - Albanie - Arménie - Autriche - Biélorussie - Belgique - Bosnie-Herzégovine - Bulgarie - Croatie - Chypre - Tchéquie - Danemark - Estonie - Finlande - France - Géorgie - Allemagne - Gibraltar - Grande-Bretagne - Grèce - Hongrie - Islande - Israël - Italie - Lettonie - Lituanie - Luxembourg - Malte - Monaco - Pays-Bas - Norvège - Pologne - Portugal - Moldavie - Roumanie - Russie - Serbie - Slovaquie - Slovénie - Espagne - Suède - Suisse - Macédoine du Nord - Ukraine | - Samoa américaines - Australie - Fidji - Nouvelle-Zélande - Samoa - Tonga - Vanuatu |

## Présidents

Ancien logo de la FISA

- Il n'y a pas de président élu jusqu'en 1924[4].
- 1924–1926 : Eugène Baud
- 1926–1949 : Rico Fiorini
- 1949–1958 : Gaston Mühlegg
- 1958–1989 : Thomas Keller (en)
- 1989–2014 : Denis Oswald
- depuis 2014 : Jean-Christophe Rolland

## Compétitions
Les principales régates organisées par la FISA sont :

### La Coupe du monde d'aviron
Depuis 1997, la Coupe du monde d'aviron comprend trois régates disputées en mai, juin et juillet. Les lieux de ces étapes de coupe du monde sont votés au début de chaque olympiade.

### Les championnats du monde d'aviron
Régate annuelle durant une semaine. Pendant les années olympiques, les régates ne sont organisées que pour les catégories non olympiques (comme le deux barré par exemple). Les Championnats du monde junior (moins de 18 ans) se déroulent au même moment.
Des épreuves handisport ont été introduites en 2002.
Les championnats du monde se sont déroulés en 2010 pour la première fois en Nouvelle-Zélande en novembre au lieu de fin août traditionnellement.

### Les championnats du monde des moins de 23 ans
Comme son nom l'indique, cette régate concerne les athlètes âgés de moins de 23 ans. C'est officiellement un championnat du monde depuis 2005.